# Xyphinus
Genre
Synonymes
- Pseudotriaeris Brignoli, 1974

Xyphinus est un genre d'araignées aranéomorphes de la famille des Oonopidae.

## Distribution
Les espèces de ce genre se rencontrent en Asie du Sud-Est, en Asie de l'Est, en Asie du Sud et en Australie.

## Liste des espèces
Selon World Spider Catalog (version 15.5, 29/10/2014) :
- Xyphinus abanghamidi Deeleman-Reinhold, 1987
- Xyphinus acutus Kranz-Baltensperger, 2014
- Xyphinus baehrae Kranz-Baltensperger, 2014
- Xyphinus deelemanae Kranz-Baltensperger, 2014
- Xyphinus distortus Kranz-Baltensperger, 2014
- Xyphinus gibber Deeleman-Reinhold, 1987
- Xyphinus holgeri Kranz-Baltensperger, 2014
- Xyphinus hwangi Tong & Li, 2014
- Xyphinus hystrix Simon, 1893
- Xyphinus infaustus Kranz-Baltensperger, 2014
- Xyphinus karschi (Bösenberg & Strand, 1906)
- Xyphinus krabi Kranz-Baltensperger, 2014
- Xyphinus lemniscatus Deeleman-Reinhold, 1987
- Xyphinus montanus Deeleman-Reinhold, 1987
- Xyphinus pachara Kranz-Baltensperger, 2014
- Xyphinus pakse Tong & Li, 2013
- Xyphinus rogerfedereri Kranz-Baltensperger, 2014
- Xyphinus sabal Kranz-Baltensperger, 2014
- Xyphinus xanthus Deeleman-Reinhold, 1987
- Xyphinus xelo Deeleman-Reinhold, 1987

## Publication originale
- Simon, 1893 : Arachnides. Voyage de M. E. Simon aux îles Philippines (mars et avril 1890). 6e Mémoire. Annales de la Société Entomologique de France, vol. 62, p. 65-80 (texte intégral).